# Sorbollano
Sorbollano es una comuna y población de Francia, en la región de Córcega, departamento de Córcega del Sur.
Su población en el censo de 1999 era de 69 habitantes.

## Demografía
| 113 | 114 | 110 | 63 | 73 | 69 |
| Para los censos de 1962 a 1999 la población legal corresponde a la población sin duplicidades (Fuente: INSEE [Consultar]) |     |     |    |    |    |

- Datos: Q782449
- Multimedia: Sorbollano / Q782449

1. ↑  Worldpostalcodes.org, código postal n.º 20152.
2. ↑  INSEE, Datos de población para el año 2012 de Sorbollano (en francés).